# Dmitri Nossov
Dmitri Nossov (9 de abril de 1980) é um ex-judoca russo.
Foi medalhista de bronze nos Jogos Olímpicos de 2004 em Atenas, além de ter obtido uma medalha de bronze em campeonatos europeus de judô.